# Bainoceratops
Bainoceratops ist eine kaum bekannte Gattung der Vogelbeckensaurier (Ornithischia) aus der Gruppe der Ceratopsia, möglicherweise aus der Familie der Protoceratopsidae.
Von Bainoceratops sind bislang nur eine Reihe von Wirbeln bekannt. Diese lassen keine Rückschlüsse auf das Aussehen des Tieres, aber auf die systematische Stellung zu. Nach Angaben der Erstbeschreiber unterscheidet sich Bainoceratops von dem im Fundgebiet häufigen Protoceratops und dürfte nahe mit Udanoceratops verwandt sein.
Die fossilen Überreste wurden in der Djadochta-Formation in der Wüste Gobi in der südlichen Mongolei gefunden und 2003 erstbeschrieben. Typusart und einzig bekannte Art ist B. efremovi. Die Funde werden in die Oberkreide (frühes Santonium bis unteres Campanium) auf ein Alter von ca. 85 bis 81 Millionen Jahre datiert.
Da Udanoceratops – der viel besser erhaltene nahe Verwandte von Bainoceratops – die Merkmale verschiedener Dinosauriergruppen in sich vereint, ist umstritten, ob er zu den Protoceratopsidae oder Leptoceratopsidae zu rechnen ist. In dessen Kielwasser ist auch die Zugehörigkeit von Bainoceratops unklar. Die Erstbeschreiber rechneten ihn zu den Protoceratopsidae.